# Coupe du monde de triathlon 2020
Navigation
Édition précédente Édition suivante
La coupe du monde de triathlon 2020 est composée de quatre courses organisées par la Fédération internationale de triathlon (ITU). Depuis 2009 le classement final n'existe plus et les points gagnés sur ces étapes sont intégrés au séries mondiales de triathlon qui décernent le titre de champion du monde de triathlon.

## Calendrier
| Date         | Ville        | Pays               | Distance |
| ------------ | ------------ | ------------------ | -------- |
| 14 mars      | Mooloolaba   | Australie          | S        |
| 13 septembre | Karlovy Vary | République tchèque | M        |
| 10 octobre   | Arzachena    | Italie             | S        |
| 7 novembre   | Valence      | Espagne            | S        |

## Résultats

### Mooloolaba[1]
| Position           | Hommes       | Hommes           | Hommes      | Femmes               | Femmes      | Femmes      |
| Position           | Nom          | Pays             | Temps       | Nom                  | Pays        | Temps       |
| ------------------ | ------------ | ---------------- | ----------- | -------------------- | ----------- | ----------- |
| Médaille d'or      | Ryan Sissons | Nouvelle-Zélande | 51 min 50 s | Vicky Holland        | Royaume-Uni | 57 min 46 s |
| Médaille d'argent  | Hayden Wilde | Nouvelle-Zélande | 51 min 50 s | Georgia Taylor-Brown | Royaume-Uni | 58 min 1 s  |
| Médaille de bronze | Luke Willian | Australie        | 51 min 54 s | Ashleigh Gentle      | Australie   | 58 min 13 s |

### Karlovy Vary[2]
| Position           | Hommes       | Hommes   | Hommes          | Femmes               | Femmes     | Femmes         |
| Position           | Nom          | Pays     | Temps           | Nom                  | Pays       | Temps          |
| ------------------ | ------------ | -------- | --------------- | -------------------- | ---------- | -------------- |
| Médaille d'or      | Vincent Luis | France   | 1 h 52 min 14 s | Flora Duffy          | Bermudes   | 2 h 5 min 17 s |
| Médaille d'argent  | Vasco Vilaça | Portugal | 1 h 52 min 20 s | Georgia Taylor-Brown | États-Unis | 2 h 6 min 54 s |
| Médaille de bronze | Jelle Geens  | Belgique | 1 h 52 min 34 s | Maya Kingma          | Allemagne  | 2 h 7 min 7 s  |

### Arzachena[3]
| Position           | Hommes               | Hommes      | Hommes      | Femmes             | Femmes      | Femmes         |
| Position           | Nom                  | Pays        | Temps       | Nom                | Pays        | Temps          |
| ------------------ | -------------------- | ----------- | ----------- | ------------------ | ----------- | -------------- |
| Médaille d'or      | Vincent Luis         | France      | 54 min 24 s | Flora Duffy        | Bermudes    | 1 h 0 min 53 s |
| Médaille d'argent  | Kristian Blummenfelt | Norvège     | 54 min 29 s | Beth Potter        | Royaume-Uni | 1 h 2 min 4 s  |
| Médaille de bronze | Alistair Brownlee    | Royaume-Uni | 54 min 45 s | Verena Steinhauser | Italie      | 1 h 2 min 7 s  |

### Valence[4]
| Position           | Hommes            | Hommes      | Hommes      | Femmes        | Femmes      | Femmes      |
| Position           | Nom               | Pays        | Temps       | Nom           | Pays        | Temps       |
| ------------------ | ----------------- | ----------- | ----------- | ------------- | ----------- | ----------- |
| Médaille d'or      | Vincent Luis      | France      | 50 min 22 s | Beth Potter   | Royaume-Uni | 56 min 35 s |
| Médaille d'argent  | Alistair Brownlee | Royaume-Uni | 50 min 25 s | Nicola Spirig | Suisse      | 56 min 38 s |
| Médaille de bronze | Jelle Geens       | Belgique    | 50 min 33 s | Lisa Tertsch  | Allemagne   | 56 min 39 s |

## Par nation
| Rang | Nation           | Victoires |
| ---- | ---------------- | --------- |
| 1    | France           | 3         |
| 2    | Bermudes         | 2         |
| -    | Royaume-Uni      | 2         |
| 4    | Nouvelle-Zélande | 1         |